# Staurotypus triporcatus
Espèce
Synonymes
- Terrapene triporcata Wiegmann, 1828
- Claudius pictus Cope, 1872

Statut de conservation UICN

 NT  : Quasi menacé
Staurotypus triporcatus est une espèce de tortues de la famille des Kinosternidae.

## Répartition
Cette espèce se rencontre :
- au Mexique dans les États de Campeche, de Chiapas, d'Oaxaca, de Quintana Roo, de Tabasco et de Veracruz ;
- au Guatemala ;
- au Salvador ;
- au Belize ;
- au Honduras.

## Publication originale
- Wiegmann, 1828 : Beyträge zu Amphibienkunde. Isis von Oken, vol. 21, p. 364–383 (texte intégral).